# Lymantriades siccimana
Lymantriades siccimana är en fjärilsart som beskrevs av Embrik Strand 1923. Lymantriades siccimana ingår i släktet Lymantriades och familjen tofsspinnare. Inga underarter finns listade i Catalogue of Life.